# Юнус (станція)
40°53′04″ пн. ш. 29°12′38″ сх. д. / 40.88456338243° пн. ш. 29.210421752727° сх. д.
Юнус (тур. Yunus) — залізнична станція на лінії Мармарай, що належить TCDD, розташована на анатолійській стороні Стамбула, на межі мікрорайонів Юнус та Кордонбою району Картал.
Конструкція — наземна відкрита з однією острівною платформою. 
Розташована на залізниці Стамбул-Анкара та була введена в експлуатацію 22 вересня 1872 року. 

Станція, яка була перебудована TCDD з інфраструктурою електрифікації та введена в експлуатацію 29 травня 1969 
, 
обслуговувала приміський поїзд B2 (Хайдарпаша — Гебзе) в 1969 — 2013 роках. 
Була закрита 

і перебудована і знову відкрита 12 березня 2019 року. 

## Пересадки
- Автобус: 16, 16A,16D, 17, 132, 132A, 132B, 132D, 132E, 132F, 132K, 132P, 133A, 133AK, 133AP, 133K, 133KT, 133Ş, 133T, E-9, KM10, KM28, KM34
- Мікроавтобуси: Кадикьой — Пендік

## Сервіс
| Попередня станція | Лінія | Лінія    | Лінія | Наступна станція |
| ----------------- | ----- | -------- | ----- | ---------------- |
| Картал до Халкали |       | Мармарай |       | Пендік до Гебзе  |